# Leonarisso
Leonarisso (in greco Λεονάρισσο?; in turco: Ziyamet) è un villaggio della penisola del Karpas nel nord dell'isola mediterranea di Cipro. Il villaggio si trova de facto nel distretto di Iskele della Repubblica Turca di Cipro del Nord, mentre de iure appartiene al distretto di Famagosta. Prima del 1974 il villaggio era abitato prevalentemente da greco-ciprioti. 
Leonarisso nel 2011 aveva una popolazione di 739 abitanti.

## Geografia fisica
Leonarisso/Ziyamet si trova nella penisola del Karpas, dieci chilometri a sud-ovest di Gialousa/Yeni Erenköy e ad ovest di Lythrangomi.

## Origini del nome
Il villaggio ha avuto due nomi fin dal periodo ottomano. Il primo nome del villaggio, Leonarisso, significa "giardino del leone" in greco cipriota. Il nome ottomano Ziyamet può essere tradotto come "feudo". I turco-ciprioti hanno continuato a usare Ziyamet come unico nome del villaggio dopo il 1974.

## Società

### Evoluzione demografica
Leonarisso era abitata da una maggioranza di greco-ciprioti prima dell'occupazione di Cipro del Nord da parte delle forze turche. Il censimento del 1960 contava 707 greci ciprioti, nel 1973 erano 617. Circa la metà degli abitanti fuggì durante l'invasione dell'esercito turco. Nell'ottobre 1976, c'erano solo 333 greco-ciprioti, nel 1980 ce n'erano solo 30. L'UNFICYP ha ancora una postazione nel villaggio, ma non ci sono più greco-ciprioti che vivono a Ziyamet.
Con l'occupazione, si stabilirono nel villaggio turchi ciprioti e turchi della Turchia. La maggior parte di loro proveniva da Adana, Bitlis, Muş, Osmaniye, Araklı (Trebisonda) e Kağızman (Kars). Nel 2006 c'erano 715 turchi ciprioti, nel 2011 ce n'erano 739.